# Urko Pardo
Urko Raphaël Pardo Goas y Sevilla (Brussel, 28 januari 1983) is een gewezen Belgisch-Spaans-Cypriotisch voetballer die dienst deed als doelman.

## Clubcarrière

### Jeugd
Urko Pardo werd in de Belgische hoofdstad geboren als de zoon van Spaanse immigranten. Net als zijn vader, een gewezen speler van Union Saint-Gilloise, toonde hij reeds op jonge leeftijd interesse in voetbal. Urko sloot zich eind jaren 80 aan bij de jeugdopleiding van RSC Anderlecht. Bij paars-wit voetbalde hij nog samen met Maarten Martens en Xavier Chen. Aanvankelijk speelde Urko als spits, maar op 7-jarige leeftijd werd omgevormd tot doelman.
In augustus 1999 vertrok Urko samen met ploegmaat Mikael Yourassowsky op stage bij FC Barcelona. De twee maakten indruk op toenmalig trainer Louis van Gaal en mochten zich van de Nederlander bij de Spaanse club aansluiten. Urko had geen verbintenis met Anderlecht en vertrok begin 2000 naar Barça. Zijn ploegmaat Yourassowsky kreeg van Anderlecht geen vrij spel.
Urko kwam terecht in La Masía, de prestigieuze jeugdopleiding van Barcelona. Hij was er een tijdje ploegmaat van Xavi en Lionel Messi.

### Beginjaren in Spanje
Op 20-jarige leeftijd tekende Urko zijn eerste profcontract. De jonge doelman maakte deel uit van FC Barcelona C en later ook FC Barcelona B, maar kwam, onder meer door een knieblessure, nooit aan spelen toe. Urko werd in 2005 en 2006 uitgeleend aan respectievelijk FC Cartagena en CE Sabadell. Enkel bij die laatste club mocht hij regelmatig onder de lat staan. Bij Barcelona zat hij als reservedoelman ook een paar keer op de bank bij het eerste elftal, maar speelminuten kon hij bij de Catalaanse club nooit verzamelen.

### Griekse doorbraak
In 2007 liet Barcelona de toen 24-jarige doelman naar Griekenland vertrekken. Urko speelde één seizoen voor eersteklasser Iraklis Saloniki. Op één wedstrijd na stond hij altijd in doel. De club sloot het seizoen 2007/08 af in de middenmoot. Voor Urko was het zijn grote doorbraak op het hoogste niveau. In de zomer ruilde hij de club in voor Rapid Boekarest. De Roemeense club betaalde een transfersom van €1,5 miljoen. Urko werd bij Rapid de doublure van Elinton Andrade en kwam amper aan spelen toe. Hij maakte bij Rapid wel zijn debuut in Europa. In de Europa League stond hij tegen VfL Wolfsburg in doel. De Duitsers wonnen toen met 1-0 via een strafschop. In januari 2009 leende de club hem voor een half seizoen uit aan UD Salamanca. Na zijn terugkeer werd zijn contract verlengd bij Rapid, waarna hij werd uitgeleend aan het Griekse Olympiakos Piraeus. Daar werd hij de doublure van de bekende doelman Antonios Nikopolidis. In het seizoen 2010/11 drong Urko zijn collega Nikopolidis na zes speeldagen naar de bank. Hij werd de nieuwe nummer 1 van Olympiakos en veroverde samen met zijn landgenoot Kevin Mirallas zijn eerste landstitel.

### Cyprus
In 2011 belandde de 28-jarige Urko bij APOEL Nicosia. De bescheiden club behoorde tot de top in Cyprus, maar was in theorie een stap terug in vergelijk met Olympiakos. Urko werd meteen eerste doelman bij APOEL en mocht voor het eerst aantreden in de Champions League. APOEL belandde in de eerste ronde in de groep van FC Porto, Zenit Sint-Petersburg en Sjachtar Donetsk. De drie tegenstanders hadden een rijke geschiedenis in Europa en dus was APOEL op papier het zwakke broertje. Maar met een verdedigende ingesteldheid konden Urko en zijn ploegmaats meermaals verrassen. APOEL werd uiteindelijk groepswinnaar en kegelde Porto en Sjachtar uit het kampioenenbal. In de achtste finale (waar Urko echter zelf niet in meespeelde) slaagde APOEL erin om Olympique Lyon uit te schakelen na strafschoppen.
Het seizoen 2013-2014 bracht een Belgische tegenstrever op toen hij tijdens de laatste voorronde van de UEFA Europa League speelde tegen SV Zulte Waregem.  De heenwedstrijd, die gespeeld in het Constant Vanden Stockstadion, eindigde op een 1-1 gelijkspel.  De thuiswedstrijd werd echter met 1-2 verloren, waardoor de ploeg de groepsfase van de Europa League niet haalde.
Op het einde van het seizoen 2014-2015 scheurde Pardo zijn kruisbanden en werd er gevreesd voor zijn carrière. Pardo bleef reservedoelman bij APOEL.
Op 1 september 2017 liet hij zijn contract ontbinden en vervolgde zijn loopbaan direct bij Alki Oroklini. Tijdens het seizoen 2018-2019 kon de ploeg zich niet handhaven. 
Hierna ging hij naar Ermis Aradippou, dat ook net gedegradeerd was naar het tweede niveau, maar einde seizoen 2019-2020 bracht hij de ploeg weer naar het hoogste niveau.
Hij volgde tijdens het seizoen 2020-2021 de ploeg niet, maar tekende bij Olympia Lympia dat uitkomt in de C Kategoria.

## Statistieken
| Seizoen | Club             | Competitie          | Competitie | Competitie |
| Seizoen | Club             | Competitie          | Wed.       | Dlp.       |
| ------- | ---------------- | ------------------- | ---------- | ---------- |
| 2004/05 | FC Barcelona B   | Segunda División B  | 0          | 0          |
| 2005/06 | → FC Cartagena   | Segunda División B  | 0          | 0          |
| 2005/06 | → CE Sabadell    | Segunda División B  | 16         | 0          |
| 2006/07 | FC Barcelona B   | Segunda División B  | 0          | 0          |
| 2007/08 | Iraklis Saloniki | Super League        | 29         | 0          |
| 2008/09 | Rapid Boekarest  | Liga 1              | 4          | 0          |
| 2008/09 | → UD Salamanca   | Segunda División A  | 2          | 0          |
| 2009/10 | → Olympiakos     | Super League        | 4          | 0          |
| 2010/11 | → Olympiakos     | Super League        | 22         | 0          |
| 2011/12 | APOEL Nicosia    | Marfin Laiki League | 14         | 0          |
| 2012/13 | APOEL Nicosia    | Marfin Laiki League | 27         | 0          |
| 2013/14 | APOEL Nicosia    | Marfin Laiki League | 34         | 0          |
| 2014/15 | APOEL Nicosia    | Marfin Laiki League | 21         | 0          |
| 2015/16 | APOEL Nicosia    | Marfin Laiki League | 16         | 0          |
| 2016/17 | APOEL Nicosia    | Marfin Laiki League | 2          | 0          |
| 2017/18 | APOEL Nicosia    | Marfin Laiki League | 0          | 0          |
| 2017/18 | Alki Oroklini    | Marfin Laiki League | 27         | 0          |
| 2018/19 | Alki Oroklini    | Marfin Laiki League | 30         | 0          |
| 2019/20 | Alki Oroklini    | Marfin Laiki League | 0          | 0          |
| Totaal  | Totaal           | Totaal              | 248        | 0          |

## Interlandcarrière
In 2017 verkreeg Pardo de Cypriotische nationaliteit en op 13 november 2017 debuteerde hij als basisspeler in een vriendschappelijke uitwedstrijd tegen Armenië..  Op 24 maart 2019 stond hij aan de aftrap tijdens de EK-kwalificatiewedstrijd tegen België.

## Trivia
- Urko is ook de naam van de enige mannelijke nazaat van Sneeuwvlokje, de witte gorilla die tussen 1967 en november 2003 in het Parc Zoològic de Barcelona te zien was. Gorilla Urko overleed in augustus 2003.
- Urko speelt steevast met het rugnummer 78.